# Julienne (kráter)

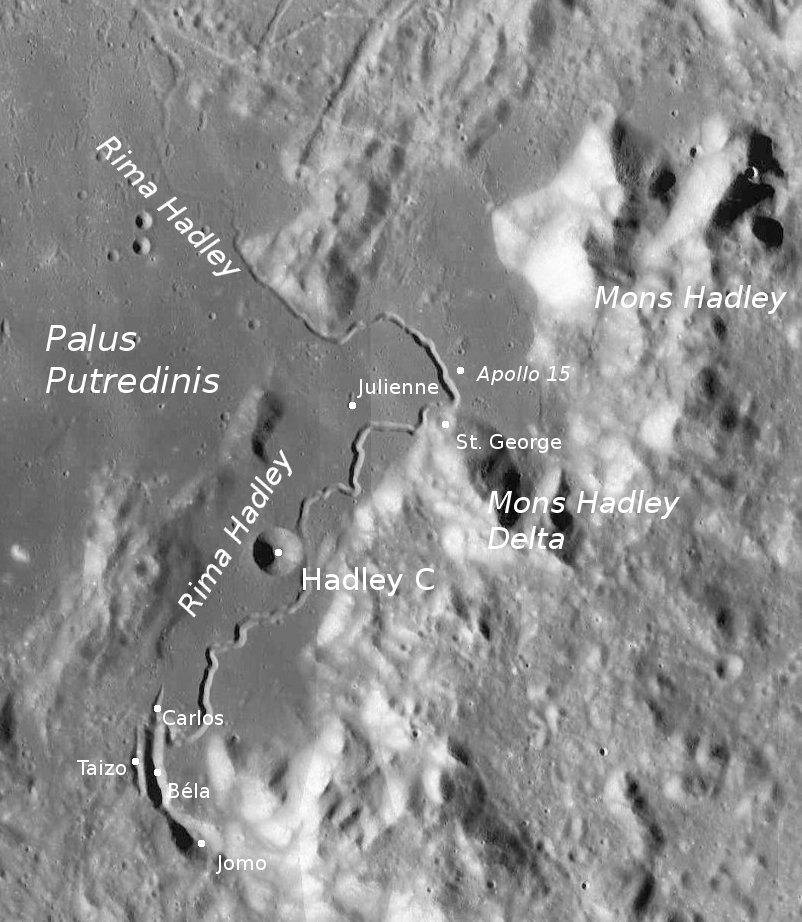
Poloha kráteru Julienne.

Julienne je malý měsíční impaktní kráter nacházející se na přivrácené straně Měsíce na úpatí pohoří Montes Apeninnus (Apeniny). Má průměr 1,8 km, pojmenován byl v roce 1976 podle francouzského ženského jména.
Kolem něj se vine měsíční brázda Rima Hadley, která začíná u čtveřice kráterů Taizo, Béla, Jomo a Carlos. Východo-jihovýchodně se nachází hora Mons Hadley Delta, směrem na západ se rozkládá Palus Putredinis (Bažina hniloby).
Nedaleko kráteru Julienne poblíž brázdy Rima Hadley je místo přistání americké vesmírné expedice Apollo 15.